# Kleinmaischeid
Kleinmaischeid ist eine Ortsgemeinde im Landkreis Neuwied in Rheinland-Pfalz. Sie gehört der Verbandsgemeinde Dierdorf an.

## Geographie

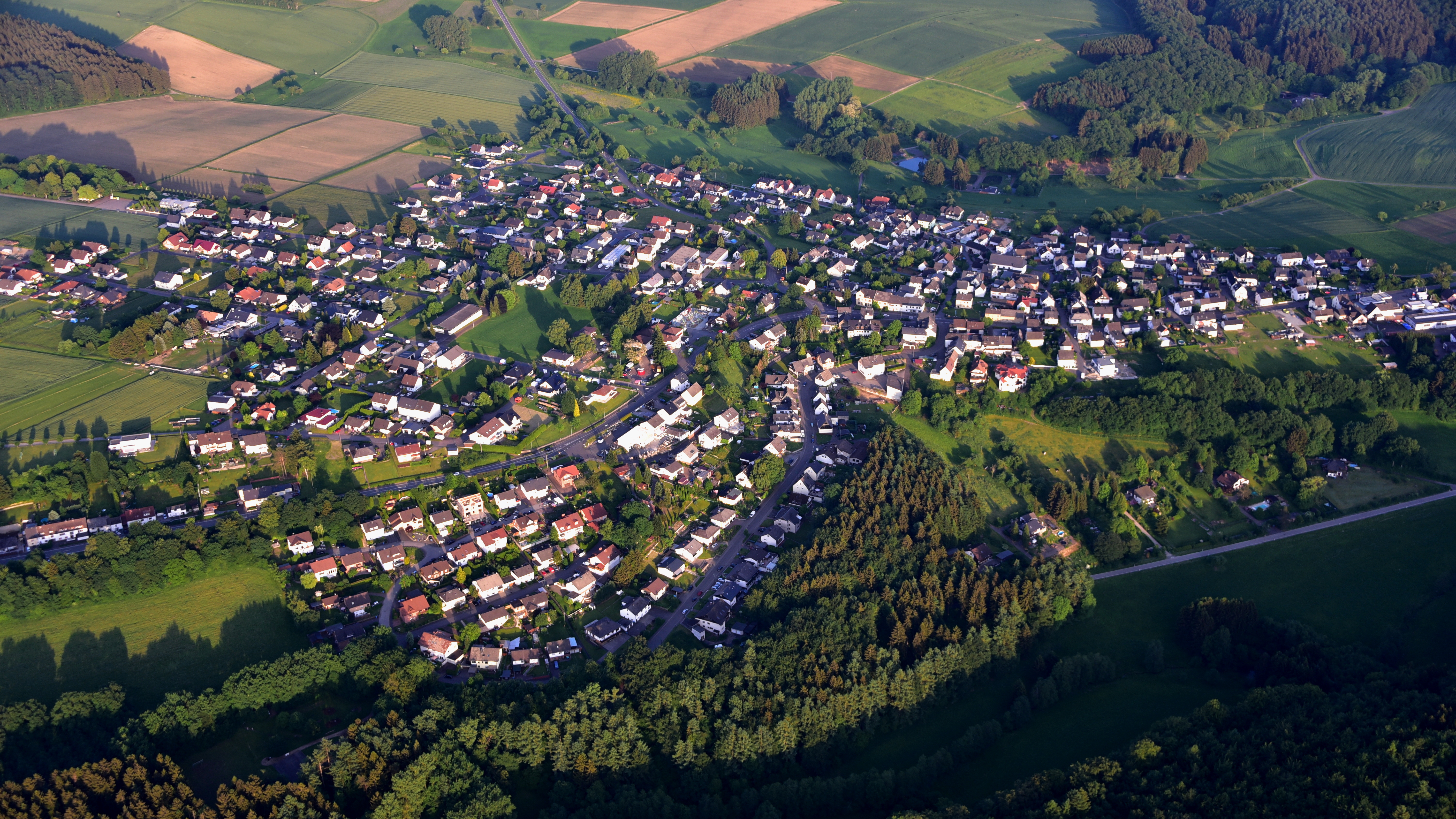
Kleinmaischeid, Luftaufnahme (2018)

Kleinmaischeid liegt südwestlich von Dierdorf auf einer Anhöhe zwischen den Tälern des Ommelsbachs im Osten und des Iserbachs im Westen. Mitten durch den Ort führt die Bundesstraße 413. Das Gemeindegebiet gehört zum Naturpark Rhein-Westerwald und befindet sich naturräumlich im Süden des sogenannten Niederwesterwalds. Zu Kleinmaischeid gehört der Wohnplatz Kettemers-Mühle.
Durch die EU-Erweiterung 2004 galt Kleinmaischeid bis zum 31. Dezember 2006 als geographischer Mittelpunkt der Europäischen Union und löste damit die belgische Gemeinde Viroinval ab. Am 10. Oktober 2004 wurde aus diesem Anlass ein Denkmal eingeweiht, der einen Zirkel zeigt. Durch den EU-Beitritt von Rumänien und Bulgarien am 1. Januar 2007 verlagerte sich der geographische Mittelpunkt nach Meerholz, einem Stadtteil von Gelnhausen in Hessen.
Die Berechnung haben Geographen vom französischen Nationalen Geographischen Institut (IGN) in Paris durchgeführt. Sie gaben die Lage des EU-Mittelpunktes mit 50° 31' 31" nördlicher Breite und 7° 35' 50" östlicher Länge an.

## Geschichte
Die erste urkundliche Erwähnung als Metschet erfolgte am 20. Januar 1148 durch eine Bestätigungsurkunde dem Kloster Laach (heute Abtei Maria Laach) von Papst Eugen III. Der Papst erwähnte in diesem Schreiben an den Laacher Abt Gilbert († 1152) den salischen Zehnten (decimae salicae) zu Maischeid, der auf eine Schenkung des Rembaldus de Isenburch (Rembold I. von Isenburg) zurückgeführt wurde. Diese Schenkung diente offensichtlich zur Güterausstattung des 1093 gegründeten Klosters Laach. Der „Laacher Hof“ (teilweise auch „Hof Maischeid“ genannt) lag, wie sich aus späteren Urkunden ergibt, in der Gemarkung Kleinmaischeid.
Der Ortsname mit der Endung „-schet“ („-scheid“) weist darauf hin, dass die Siedlung in einer hochmittelalterlichen Rodungsphase angelegt wurde, „-scheid“ bedeutet Scheide = Grenze, womit man Orte bezeichnete, die als Grenzorte dienten. Die Silbe „Met-“ kann von einem Personennamen wie Mato oder Metfried hergeleitet werden. Graf Metfried von Wied könnte der Gründer gewesen sein. Nach einer anderen Interpretation könnte auch Reinbold von Isenburg (* 1092, † 1121) der Gründer gewesen sein, der Ortsname Metschet würde dann bedeuten „Grenze zum Besitztum von Metfried“.
Zum „Laacher Hof“ gehörten zwei Mühlen und umfangreiche Wälder. Aus Geldnot verkaufte das Kloster Laach den Hof im Jahr 1255 an den Trierer Erzbischof und Kurfürsten Arnold von Isenburg. Nach dessen Tod (1259) kam er wieder in Besitz des Klosters Laach. Ab dem Jahr 1353 wird der „Laacher Hof“ auch „Hof Minkelfey“ genannt, diese Bezeichnung erscheint in den Laacher Urkunden erstmals im Jahr 1428. Diese späte Übernahme des Namens ist wohl darauf zurückzuführen, dass das Kloster auch in der Nähe von Polch einen gleichnamigen Hof besaßen (im heutigen Ortsteil Minkelfeld der Gemeinde Kerben im Landkreis Mayen-Koblenz).
Zum „Hof Minkelfey“ gehörte ein mit einem Schultheißen und mit Schöffen besetztes Hofgericht. Das Kloster Laach hatte das Besitzerrecht an dem Hof, die Grafen zu Wied übten das Schutzrecht aus. Das Kloster Laach verkaufte den Hof im Jahr 1539 für 580 Gulden an Graf Heinrich von Isenburg-Grenzau, im Jahr 1575 verkaufte das Kloster die Rechte aus dem Waldbesitz an Graf Johann zu Wied.
Graf Salentin VII. von Isenburg-Grenzau, Sohn des Heinrich, verkaufte im Jahr 1600 zahlreiche Rechte an den Trierer Erzbischof Lothar. Hierzu gehörten der „Lächerhof zu Klein Meyscheid“ und der mit „Buchholz“ bezeichnete Waldbesitz.
Neben dem Kloster Laach hatte das Kloster Fulda Besitzungen in Kleinmaischeid. In einer Urkunde aus dem Jahr 1388 wird durch Graf Salentin von Isenburg (ein Ahne des bereits genannten Salentin) beurkundet, dass er das „Dorff Meisthuyt“ (Dorf Maischeid) als fuldisches Lehen besitzt. Das Lehen war erblich. Das Kloster Fulda hatte aber weit vorher bereits Besitzungen im Westerwald, wie sich aus Güteraufzeichnungen aus dem 9. Jahrhundert ergibt.
Nach dem Tod des letzten Isenburger Grafen, Graf Ernst von Isenburg-Grenzau († 30. September 1664) fiel das Lehen wieder an das Kloster Fulda zurück. Daraufhin vergab diese ihren Belehnungsanteil für Burg und Flecken Isenburg sowie das „Kirspell Meyscheitt“ (Kirchspiel Maischeid) mit dem Dorf „Kleinmeischeitt“ an die Freiherren von Walderdorff. Die Grafen zu Wied machten daraufhin Ansprüche aus dem altväterlichen Erbe für Isenburg geltend. Ein zwischen Johann Philipp, Freiherr von Walderdorf, und Graf Friedrich III. zu Wied ausgehandelter Vergleich wurde 1666 durch den Abt von Fulda bestätigt. Dieser Vergleich führte zu einer Gemeinherrschaft aus den Häusern Walderdorff und Wied-Neuwied (ab 1700 Wied-Runkel).

## Politik

### Bürgermeister
Stefan Pung wurde im Juni 2024 zum Ortsbürgermeister von Kleinmaischeid gewählt.
Der Vorgänger war Philipp Rasbach (SPD) seit Juli 2014. Rasbachs Vorgänger war sein Vater Horst Rasbach (SPD).

### Wappen
| Wappen von Kleinmaischeid | Blasonierung: „Silber gespalten durch eine eingeschweifte rote Spitze, darin eine silberne Abtsstabkrümme, vorn ein grüner dreiblättriger Buchenzweig mit ungeöffnetem Fruchtbecher, hinten ein schwarzes facettiertes Hochkreuz.“ |
| Wappen von Kleinmaischeid | Wappenbegründung: Die Farben Rot und Silber weisen auf die Zugehörigkeit Kleinmaischeids zur Herrschaft Isenburg-Grenzau vom 12. bis zum 17. Jahrhundert hin. Der Remboldsche Hauptstamm des Isenburgischen Geschlechts führte zwei rote Balken im silbernen Schild. Das Hochkreuz verweist auf die alte grundherrschaftliche Verbindung zum Kloster Fulda. Sie führt als Wappen ein durchgehendes schwarzes Kreuz auf Silbergrund. Die Abtsstabskrümme verweist auf den Grundbesitz des Klosters Laach. Der Buchenzweig weist auf den Waldreichtum hin, der auch heute noch zu mehr als einem Drittel aus Buchen besteht. |

## Kultur und Sehenswürdigkeiten

### Bauwerke

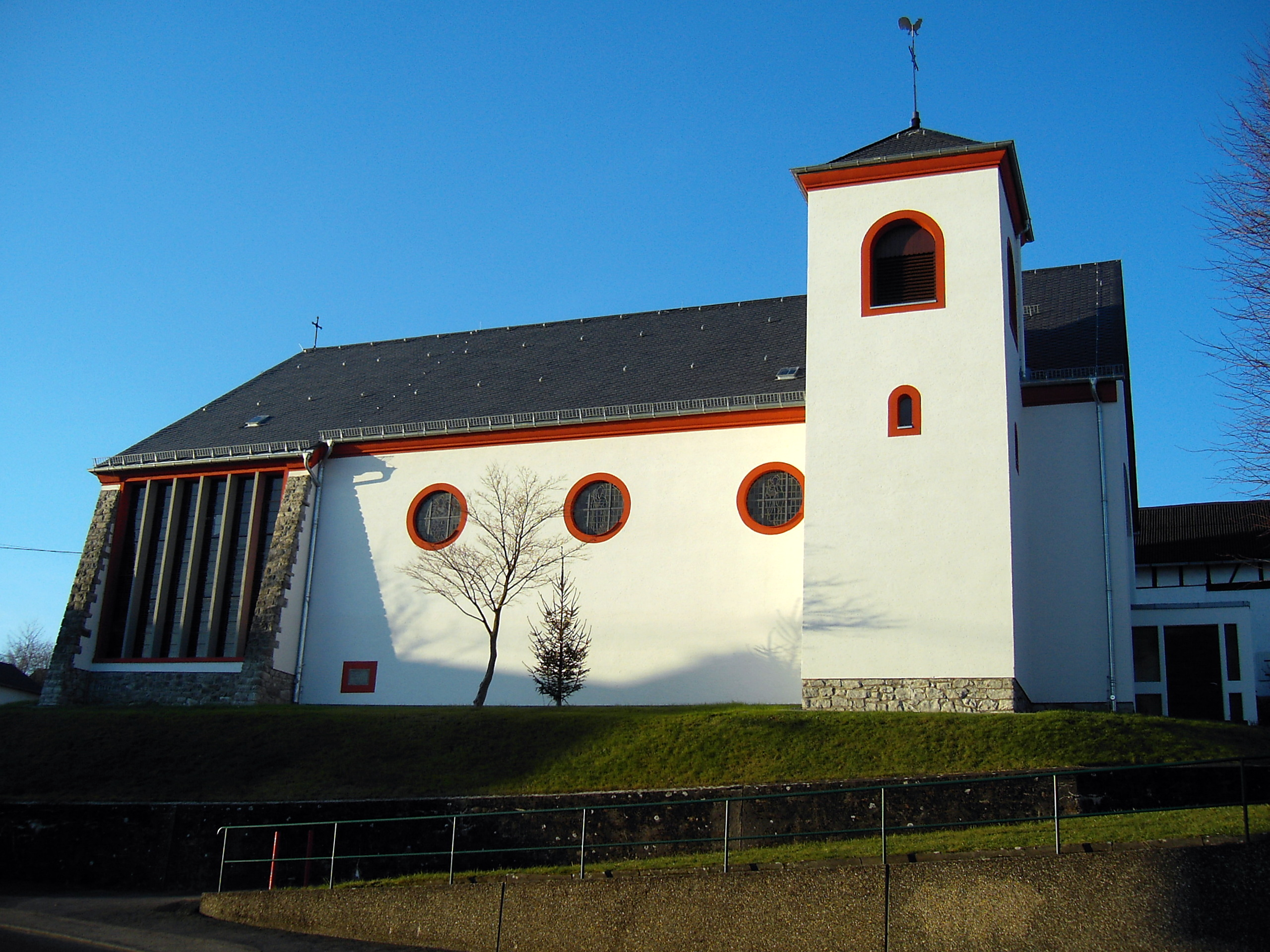
Kleinmaischeider Kirche

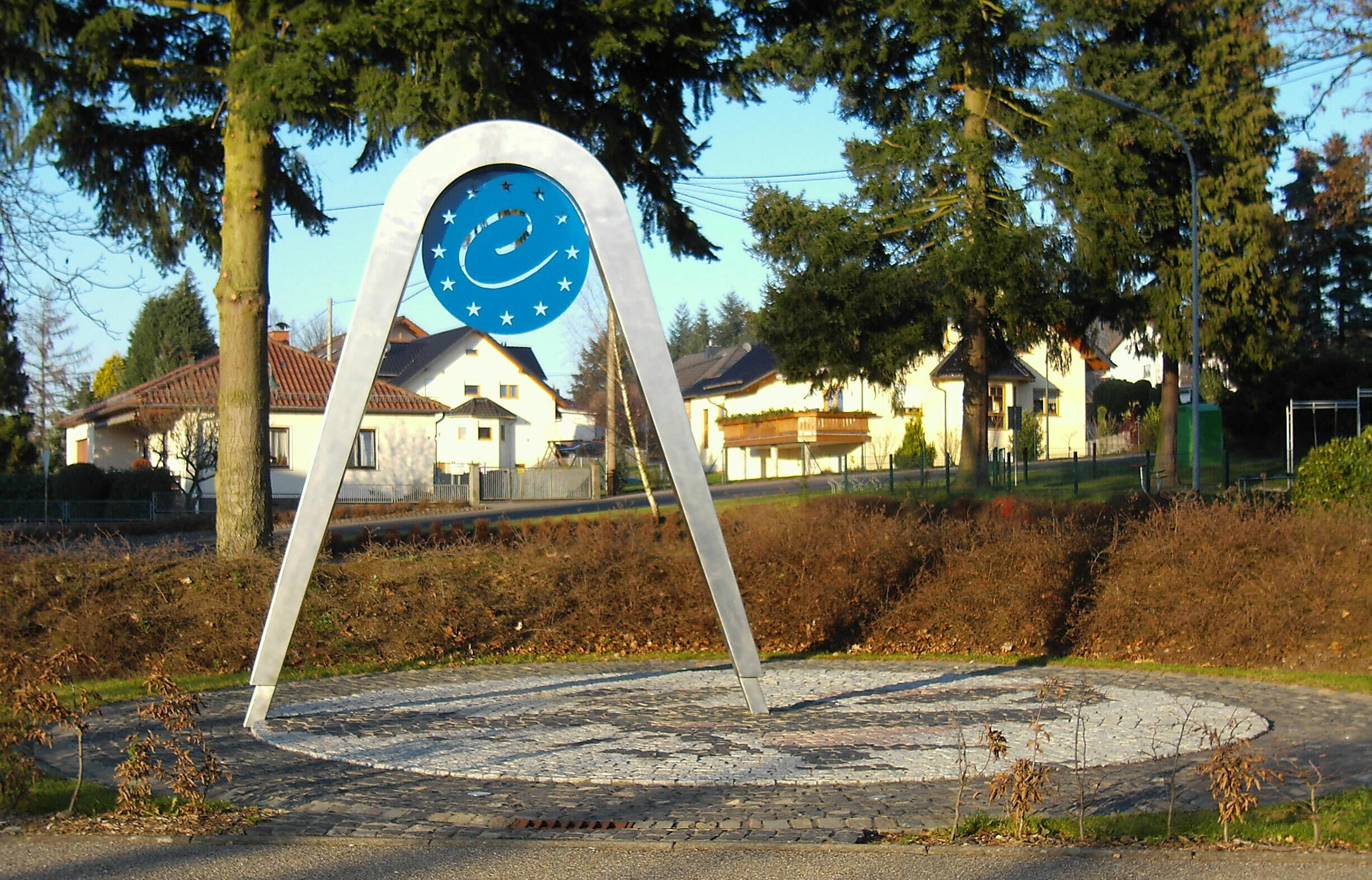
Denkmal am ehemaligen Mittelpunkt der EU

- Eine Skulptur am Mittelpunkt der Europäischen Union

Mit einer 3,50 Meter hohen Skulptur in Form eines Zirkels zeigt die Gemeinde Kleinmaischeid, dass sie zwischen den EU-Erweiterungen am 1. Mai 2004 und am 1. Januar 2007 der geographische Mittelpunkt der Europäischen Union war. Ministerpräsident Kurt Beck (SPD) weihte das Denkmal am Sonntag, 10. Oktober 2004 ein.
Die Skulptur besteht aus einem Zirkel auf einer Europakarte. Eine der beiden Spitzen des 3,50 Meter hohen Zirkels aus Edelstahl sticht in die steinerne Europakarte am Boden, und zwar an die Stelle, wo Kleinmaischeid (Kreis Neuwied) liegt. Ein Kreis von zwölf Bodenleuchten soll die zwölf Sterne der EU-Fahne symbolisieren. Die Skulptur wurde von dem Bad Kreuznacher Künstler Gernot Meyer-Grönhof gestaltet.

### Veranstaltungen
Ein Höhepunkt des Jahres ist die traditionelle Kirmes mit dem Umzug, bei dem die jungen Bewohner des Ortes mit den Traditionsfarben des Ortes, Rot und Weiß, geschmückt auf ihren Fahrrädern durch den Ort ziehen.

## Wirtschaft und Infrastruktur

### Verkehr
Durch den Ort führt die Bundesstraße 413. In der Nähe befindet sich die Anschlussstelle Dierdorf der Bundesautobahn 3. Der nächstgelegene ICE-Bahnhof ist in Montabaur.

### Kirche
Im Ort gibt es die zur Pfarrei Großmaischeid gehörende Katholische Filialkirche St. Wendelinus.

## Persönlichkeiten
- Peter Hermann (* 1952), Fußballspieler